# Drosophila denieri
Drosophila denieri är en tvåvingeart som beskrevs av Blanchard 1938. Drosophila denieri ingår i släktet Drosophila och familjen daggflugor.
Artens utbredningsområde är Argentina och Brasilien.